# Fernando de Noronha
Fernando de Noronha – archipelag na Oceanie Atlantyckim, położony ok. 350 km na wschód od wybrzeży Brazylii. Stanowi specjalną gminę (distrito estatal) brazylijskiego stanu Pernambuco.

## Geografia
Wyspy archipelagu stanowią widoczną część łańcucha gór podwodnych. Archipelag składa się z 21 wysp, wysepek i skał pochodzenia wulkanicznego. Ich łączna powierzchnia wynosi 18 km², wyspy rozciągają się na długości 10 km, a największa szerokość wynosi 3,5 km. Poziom bazowy tego podmorskiego grzbietu wynosi 756 m p.p.m.
Główna wyspa, od której nazwę wziął cały archipelag, zajmuje 91% jego łącznej powierzchni. Pozostałe wyspy to Rata, Sela Gineta, Cabeluda i São José, oraz wysepki Leão i Viúva.
Klimat wysp jest tropikalny, z dwiema wyraźnymi porami roku: deszczową od stycznia do sierpnia oraz suchą przez resztę roku.
Pierwotna roślinność wysp została wycięta, a współcześnie stanowi ją głównie winorośl i krzewy.
Główną atrakcją jest tu morska fauna i flora, na niewielkiej przestrzeni można spotkać żółwie, delfiny, albatrosy i wiele innych gatunków.

## Bioróżnorodność
Wyspy zamieszkują dwa endemiczne gatunki ptaków: elenia szarogardła (Elaenia ridleyana) oraz wireonek cienkodzioby (Vireo gracilirostris). Obydwa można spotkać na głównej wyspie; wireonek cienkodzioby gnieździ się też na Ilha Rata. Dodatkowo występuje też endemiczna odmiana gołębiaka plamouchego, Zenaida auriculata noronha.
Na wyspach żył także endemiczny gryzoń, fernandek wyspowy (Noronhomys vespuccii), który prawdopodobnie wymarł już po przybyciu Europejczyków.

## Historia
Wiele sporów budzi kwestia odkrycia archipelagu. Jeszcze pod pierwotną nazwą, Ilha da Quaresma ("Wyspy Postne"), były widziane przez europejskie ekspedycje w latach 1501, 1502 i 1503. Wicehrabia Santarém jednakże przypisywał ich odkrycie Gasparowi de Lemos, kapitanowi statku zaopatrzeniowego floty Pedro Álvares Cabrala, wysłanego z powrotem do Portugalii z wieściami o nowych odkryciach w Brazylii. Współcześni historycy jednak przyznają pierwszeństwo odkrycia wysp ekspedycjom z lat 1501-1502, pod wodzą Gonçalvo Coelho sponsorowanym przez Fernão de Noronha.
Pierwszego dokładnego opisu wysp dokonał Amerigo Vespucci, przybyły z portugalską ekspedycją do Brazylii w 1503 r. W 1534 r. archipelag Fernando de Noronha został podbity przez Anglię, a w okresie 1556 do 1612 r. był w posiadaniu Francuzów. W 1628 r. był okupowany przez Holandię, czemu kres położyła dwa lata później hiszpańsko - portugalska ekspedycja wojskowa pod wodzą Rui Calaza Borgesa. Holendrzy przejęli wyspy raz jeszcze w 1635 r., urządzając na nich szpital dla wojsk okupujących północno-wschodnią Brazylię (wybrzeże między Rio Sao Francisco a Maranhão). Wyspy zaczęły być znane jako Pavonia, na cześć Michiela de Pauw, jednego z dyrektorów Holenderskiej Kompanii Wschodnioindyjskiej. Miało to przypominać niemal dwudziestoletnie panowanie Holendrów, po którym Portugalia odbiła archipelag.
W 1736 r. Francuska Kompania Wschodnioindyjska, zastając wyspy niezamieszkane i opuszczone, zagarnęła je i przemianowała na Wyspy Dauphine'a.
Dopiero począwszy od 1737 r., po przegnaniu Francuzów, Fernando de Noronha ostatecznie przeszły pod władzę Portugalczyków. Tym razem zdecydowali się oni na ich fortyfikację. Forty zostały wzniesione w każdym punkcie gdzie mógł nastąpić potencjalny atak, 9 na głównej wyspie i jeden na Ilha de São José, położony na wprost portu Saint Anthony. Forty połączono siecią brukowanych dróg. Ten system obronny zaprojektował portugalski inżynier wojskowy Diogo da Sylveira Vellozo. Około 1770 r. założono pierwsze stałe osiedle, Vila dos Remédios. Wieś została podzielona na dwie części (pátios); w wyżej położonej mieściły się budynki administracji, w dolnej zaś kościół i inne budynki wzniesione dla celów religijnych.
Uzyskanie niepodległości przez Brazylię nie przyniosło większych zmian dla wysp.
W początkach XX w. pojawili się Anglicy, celem technicznej kooperacji w budowie sieci telegraficznej (The South American Company). Później w tym samym celu Francuzi z French Cable i Włosi z Intalcable. W 1942, gdy trwała II wojna światowa, archipelag uczyniono Terytorium Federalnym, do którego przyłączono też atol Rocas oraz wysepki, a właściwie skały Świętego Piotra i Pawła. W miejscowym więzieniu przetrzymywano brazylijskich więźniów zarówno politycznych, jak i kryminalnych.
W 1988 ok. 70% powierzchni archipelagu ogłoszono morskim parkiem narodowym, celem ochrony zarówno lądowego, jak i morskiego środowiska przyrodniczego. 5 października 1988 zlikwidowano Terytorium Federalne, przyłączając je do stanu Pernambuco, z wyjątkiem atolu Rocas, który przyłączono do stanu Rio Grande do Norte.
Obecnie gospodarka Fernando de Noronha jest uzależniona od turystyki, poddawanej jednak ograniczeniom, celem zachowania delikatnej równowagi ekosystemu. Wyspy te są także przedmiotem sporego zainteresowania naukowców różnych dziedzin, z uwagi na ich opisane wyżej wyjątkowe cechy i walory. Przyciągają badaczy fauny, flory, geologów i specjalistów innych nauk.
W 2001 r. UNESCO wpisało Fernando de Noronha, wraz z wyspami Rocas, na Listę Światowego Dziedzictwa UNESCO.

## Nurkowanie
Fernando de Noronha pozwala na nurkowanie. Nurkowie mają tu ciepłą wodę i bujną podwodną faunę i florę na głębokości od 25 do 45 m. Brazylijski okręt (korweta NAeL Ipiranga) zatonął tu w 1987 r. i leży w dobrym stanie na głębokości 28 m.

## Problemy ekologiczne
Większość pierwotnej roślinności została wytrzebiona w XIX w., gdy głównej wyspy używano w charakterze więzienia, by zapobiec ukrywaniu się więźniów i próbom ucieczek.
Ponadto, sprowadzono na wyspy obce, szybko rozprzestrzeniające się gatunki:
- len, z przeznaczeniem na paszę dla bydła
- jaszczurki teju (Tupinambis merianae). Sprowadzono je w latach 50. XX w. celem ograniczenia plagi szczurów. Jak na ironię, efekt tego był żaden, gdyż jaszczurki prowadzą dzienny, a szczury nocny tryb życia. Obecnie same jaszczurki postrzegane są jako plaga, gdyż żywiąc się głównie jajami ptaków ograniczają ich populację na wyspach.